# Émile Sacré
Émile Sacré (Lilla, 16 maggio 1861 – Rouen, 4 settembre 1933) è stato un velista francese.
Partecipò ai giochi della II Olimpiade di Parigi nel 1900 a bordo di Fantlet, dove vinse una medaglia d'oro nella seconda gara della classe da 0 a mezza tonnellata. Nella stessa Olimpiade partecipò alla prima gara della classe da 0 a mezza tonnellata, in cui non si classificò, e nella gara di categoria aperta, in cui giunse quarto.

## Palmarès
| Anno | Manifestazione | Sede   | Evento                 | Risultato |
| ---- | -------------- | ------ | ---------------------- | --------- |
| 1900 | Olimpiadi      | Parigi | Classe 0-½ ton, gara 2 | Oro       |